# Travail en perruque
Pour les articles homonymes, voir perruque (homonymie).
Le travail en perruque ou encore faire la perruque est l'utilisation par un employé du temps de travail ou des outils de travail de l'entreprise pour effectuer des travaux qui ne correspondent pas à ceux pour lesquels il est payé. L'activité répond généralement à des objectifs personnels, et elle est parfois connue et acceptée par l'employeur.

## Concept
Denis Poulot, ancien contremaître devenu patron, explique dans son livre Le sublime paru en 1870 : « faire une perruque, c’est travailler pour soi. »
Dans Le parler des métiers, Pierre Perret définit le travail en perruque comme un « bricolage personnel fait à l’atelier, au détriment de l’entreprise. » Michel Anteby résume le travail en perruque à « la production en usine d'objets à usage personnel, réalisés sur temps de travail ».
Robert Kosmann quant à lui définit la perruque comme : « L'utilisation de matériaux et d'outils par un travailleur sur le lieu de l'entreprise, pendant le temps de travail, dans le but de fabriquer ou transformer un objet en dehors de la production régulière, de l'entreprise ». Cette pratique peut être interprétée dans certains cas comme une forme de résistance à un travail aliéné, par la réappropriation d'un savoir-faire professionnel récupéré sur le temps et les matériaux du patron. Elle est le plus souvent de nature utilitaire (réparation, entretien) mais peut parfois être de nature créative.

## Origine
L'expression « travailler en perruque », et le mot « perruque » pris dans le sens de travail fait « en douce », maquillé, datent du XIXe siècle. Ces expressions ont vraisemblablement un lien avec la perruque de faux cheveux, le postiche, mais l'étymologie du mot perruque est elle-même incertaine, d'après Alain Rey.
Le mot « perruque » a lui-même plusieurs significations, selon les métiers. Pour un coiffeur, c'est un postiche, pour un pêcheur, c'est une ligne emmêlée, pour un bijoutier c'est un amas de fil de fer sur lequel il soude. Pour un plombier c'est la filasse qui sert à étancher les filetages, « de la blonde » d'après Pierre Perret.
Toutes ces utilisations du mot perruque décrivent un objet assez confus, qui a des applications destinées à masquer quelque chose, difficile à décrire.

## Expressions équivalentes
Le travail en perruque peut aussi s'appeler, d'après Étienne de Banville, « travail en sous-sol », « travail de la main gauche », « travail en douce », « travail masqué ». Cette dernière expression est distincte du « travailler en temps masqué », qui se réfère à une opération de fabrication réalisée en parallèle d'une autre opération, et dans un temps inférieur ou égal à celle-ci.
Certaines régions emploient un autre terme à la place de perruque : « bricole » à Nantes et à Montbéliard, « casquette » à Tulle, « pinaille » à Sochaux-Montbéliard, etc.

## La perruque en quelques exemples
Ce type d'utilisation détournée du temps de travail ou des outils touche un large panel de secteurs d'activité et d'entreprises: un salarié peut ainsi utiliser les outils, un véhicule de l'entreprise pour faire, à son profit, un travail chez le client analogue à celui qu'il accomplit pour son entreprise. Les grandes entreprises manufacturières sont aussi concernées, particulièrement dans des domaines comme la construction navale, la construction automobile, ou l'aéronautique. Il ne se limite pas aux secteurs de l'industrie lourde, et touche aussi par exemple le milieu informatique : ce type d'activité était par exemple relativement commun au sein de la compagnie Apple dans les années 1990, les ingénieurs poursuivant le développement de projets refusés par la direction, dans l'espoir d'une réévaluation.
Dans le métier de la pêche, il existe une pratique proche du travail en perruque, qui est « faire de la godaille ». Le patron pêcheur laisse à ses marins les produits de la pêche, poissons, crustacés, coquillages qui présentent des défauts, une patte en moins, une araignée faible et qui ne seraient pas vendus à la criée. L'opération s'effectue pendant le tri, et se différencie de la perruque par le fait qu'elle est ouvertement acceptée par le patron. Seuls les critères de tri sont sujets à controverse. Le poids de la godaille est réglementé. C'est une utilisation tolérée des rebuts, des chutes, comparable à ce qui est admis dans l'industrie.
Dans la presse, il peut concerner les journalistes qui écrivent des piges pour d'autres publications sur leur lieu de travail.
Alain Rey cite aussi la perruque d'État comme le détournement du matériel de l'État (1858). Ce type d'activité relève plutôt aujourd'hui de l'abus de biens sociaux.
Robert Kosmann développe distingue notamment:
- la perruque de conduite, correspondant à un des objets offert à l'occasion d'un départ à la retraite[7];
- les perruques de grève (robe Stromboli réalisée par les ouvrières de Nina Ricci, jeu "Chomageaopoly" des ouvrières de Lipp) ;
- les perruques à usage domestique: réparation d'un objet personnel ou fabrication d'un objet pour la maison
- les perruques créatives ou artistiques.

## Les relations entre perruqueurs et perruqués
C'est le sujet principal de la thèse de Michel Anteby : l'étude des interactions semi-clandestines en usine. Elles sont habituellement qualifiées d'«indulgentes» en sociologie du travail, depuis les travaux d'Alvin Gouldner en 1954. L'ambiguïté de la perruque est attestée dans ce domaine en ce qu'elle est systématiquement interdite par les règlements patronaux. Elle est mal vue par le CNPF ou par le Medef lors d'expositions de ces objets. Des sanctions et licenciements sont la conséquence d'avoir fabriqué des objets en perruque. Elle est parfois tolérée par les employeurs au nom d'un certain "vivre ensemble" ou bien comme l'explique Miklos Haraszti parce que le management ne peut l'empêcher.

## Les autres formes de «travail dissimulé»
- Le travail dissimulé illicite

On ne peut pas considérer que le travail au noir, ou le travail clandestin soient des travaux en perruque, puisqu'il n'est pas réalisé sur son lieu de travail habituel, pour le premier, et fait sous la direction d'une organisation, pour le second. Robert Kosmann reproduit plusieurs témoignages qui s'insurgent contre l'assimilation du travail au noir dans l'entreprise (rémunéré) avec la créativité des perruqueurs pour qui l'éthique de la perruque  impose un travail gratuit.
- Les imputations incorrectes des heures passées

Attribuer, imputer les heures passées à l'étude d'un projet à un autre projet, c'est en quelque sorte travailler en perruque sur une affaire au détriment d'une autre. Ce n'est pas une véritable perruque, car ce n'est pas travailler pour soi.
Cette manipulation est généralement réalisée quand un projet a été sous-évalué.

## Exemple
Un exemple de travail en perruque célèbre dans les milieux de l'automobile ancienne est la monstrueuse voiture de course Bigata Douze, conçue en 1948 par l'industriel bordelais Georges Bigata, spécialisé en matériel (réservoirs sous pression, valves, détendeurs...etc) pour l'industrie des gaz .¨Propulsée par un énorme moteur douze cylindres d'avion d'origine Lycoming alimenté au gaz récemment découvert dans le gisement de Saint Marcet en Occitanie, cette voiture ne remporta qu'une seule course sur circuit urbain (dans la catégorie "illimitée") et était avant tout une vitrine technologique pour l'entreprise Bigata. Le châssis (emprunté à une Auburn américaine d'avant guerre) était habillé d'une superbe  carrosserie monoplace profilée en aluminium qui avait été façonné à la main , en perruque, dans les ateliers du constructeur aéronautique Marcel Bloch-Dassault par un ingénieur aéronautique et un "choumac" (chaudronnier aéronautique hautement qualifié)...Malheureusement pour eux , le grand patron, qui visitait régulièrement ses usines du Sud-Ouest, découvrit le pot aux roses et licencia séance tenante les deux responsables,.